# Philips Tele-Spiel
Philips Tele-Spiel ist der Name einer Serie von stationären Spielkonsolen der ersten Generation, welche von dem niederländischen Unternehmen Philips hergestellt und zwischen 1975 und 1978 veröffentlicht wurden. Alle Konsolen der Philips-Tele-Spiel-Serie tragen das Kürzel ES im Namen, welches für elektronische Spiele steht. Es erschienen insgesamt sechs Konsolen dieser Serie, die in Abhängigkeit vom Verkaufsland unterschiedliche Bezeichnungen trugen (Tele-Spiel in Deutschland, Tele-Game in Großbritannien, Tele-Peli in Finnland und Tele-Spel in den Niederlanden). Die Modellnummern, wie z. B. ES 2201, waren währenddessen in allen Ländern identisch. Die Philips-Tele-Spiel-Konsolen gehörten zu den ersten Konsolen auf dem europäischen Markt.

## ES 2201 (1975)

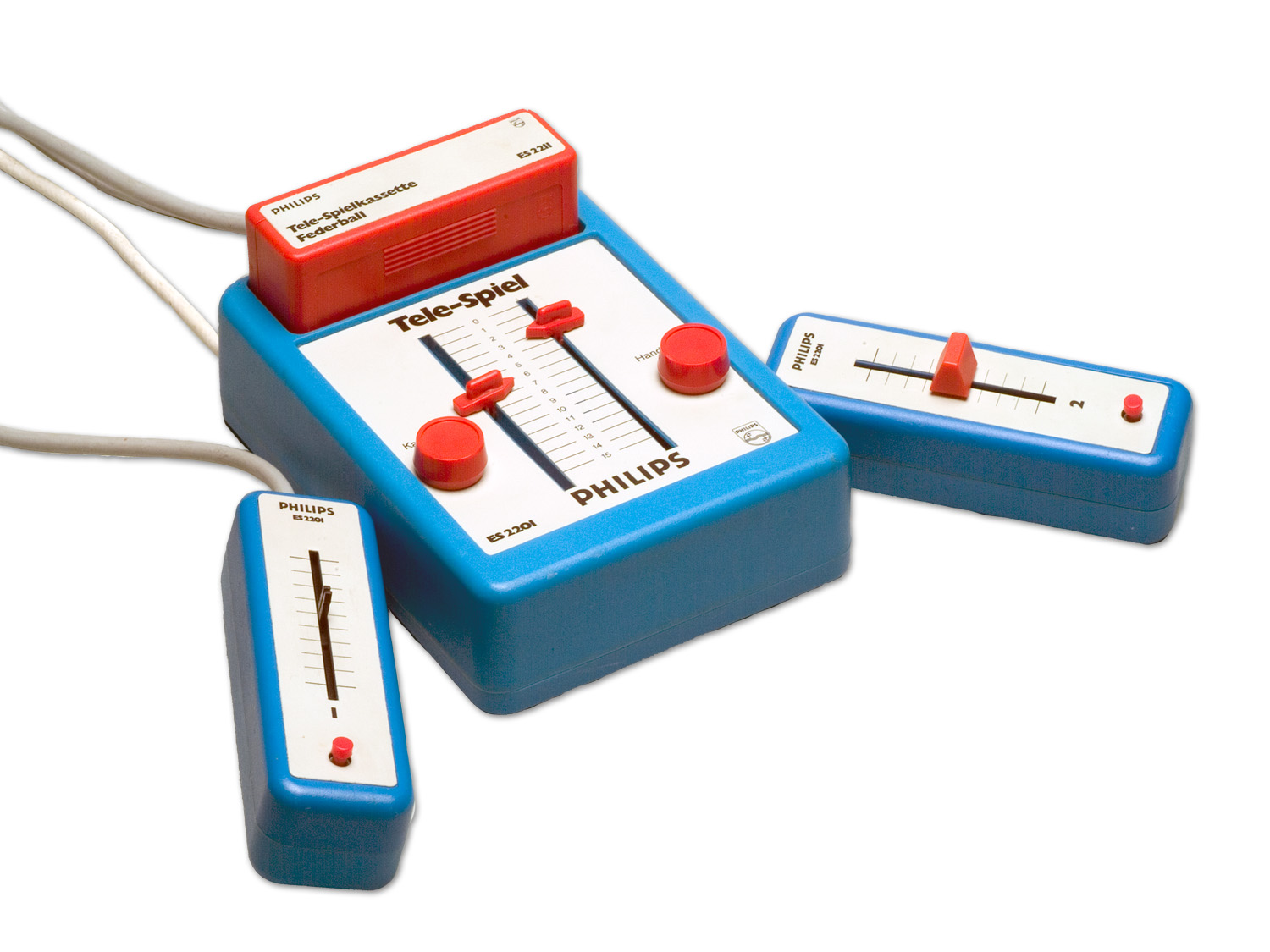
Philips Tele-Spiel ES 2201 mit eingeschobener Tele-Spielkassette und den zwei dazugehörigen Paddles

Das Philips Tele-Spiel ES 2201 war die erste Konsole der Philips-Tele-Spiel-Serie. Die Konsole gab ein Schwarz-Weiß-Bildsignal aus und verfügte über vier im Handel erhältliche und ein in Lieferumfang der Konsole beigefügtes Spiel in Form von einsteckbaren Kassetten (auf Deutsch bedruckt mit „Tele-Spielkassette“); Die Spiele trugen die Namen Federball (eine Nachempfindung von Pong), Trainingswand, Tontaubenschießen, Autoslalom und Phantomjagd. Jedes dieser Spiele (außer Federball, das bereits im Lieferumfang enthalten war) kostete 45 Franc. Auf all diesen Modulen war kein Programm gespeichert, im Modul befand sich lediglich die Schaltung der internen Konsolen-Hardware, die dafür sorgte, dass ein Spiel auf dem angeschlossenen Bildschirm angezeigt wird. Die Punktzahlen der Spieler (0–15) werden nicht digital angezeigt, weshalb das Gerät über analoge Schieber verfügte. Außerdem war die Konsole mit zwei Rädchen ausgestattet, wovon eines zum Regulieren der Frequenz des Bildsignals und das andere zum Einstellen des Schwierigkeitsgrads dient. Die Stromversorgung erfolgte über ein eingebautes Netzteil mit einer Ausgangsspannung von 9 Volt.
Die Konsole erschien zwei Jahre nach der europäischen Veröffentlichung der Magnavox Odyssey. Zudem war sie mit einer unverbindlichen Preisempfehlung von umgerechnet 60 Euro eine der günstigsten, wenn nicht mit dem Television Tennis die bis dato günstigste Konsole auf dem Markt. Obwohl das System erst 1975 veröffentlicht wurde, bewarb Philips das Gerät bereits 1974 in Katalogen.

## ES 2203 Las Vegas (1977)

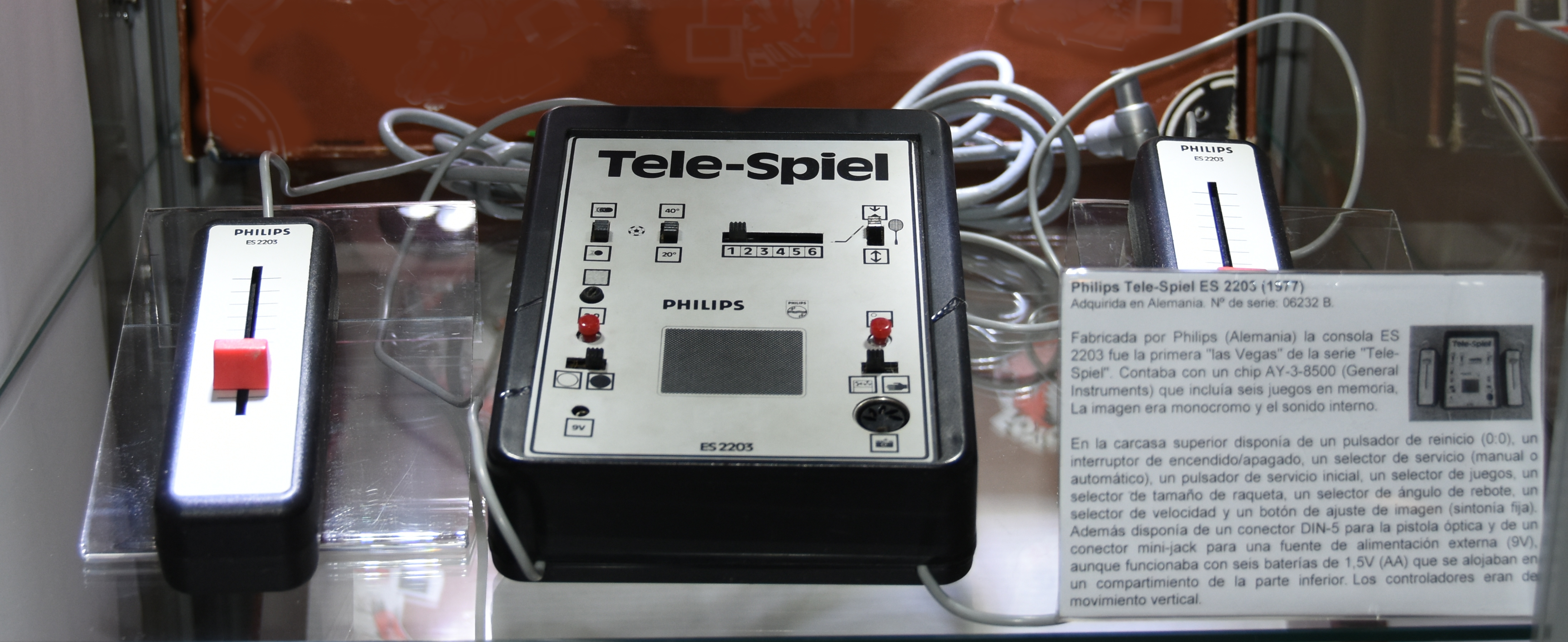
Philips Tele-Spiel ES 2203 mit den zwei dazugehörigen Paddles und der Verpackung

Das Philips Tele-Spiel ES 2203 Las Vegas ist die zweite Konsole der Philips-Tele-Spiel-Serie. Die Konsole verfügte über sechs integrierte statt vier im Handel erhältliche Spiele durch den eingebauten Pong-Videospiel-Schaltkreis AY-3-8500; Pong, Soccer, Squash, Practice und zwei Schießspiele, die mit einer separat erhältlichen Lightgun gespielt werden können. Das Gerät ist ansonsten identisch mit der Vorgängerkonsole ES 2201. Die Konsole war aufgrund ihres hohen Preises kein Erfolg, weshalb sie 1977 mit dem Philips Tele-Spiel ES 2207 Travemünde in einer günstigeren Version neu aufgelegt wurde.

## ES 2204 Las Vegas (1977)

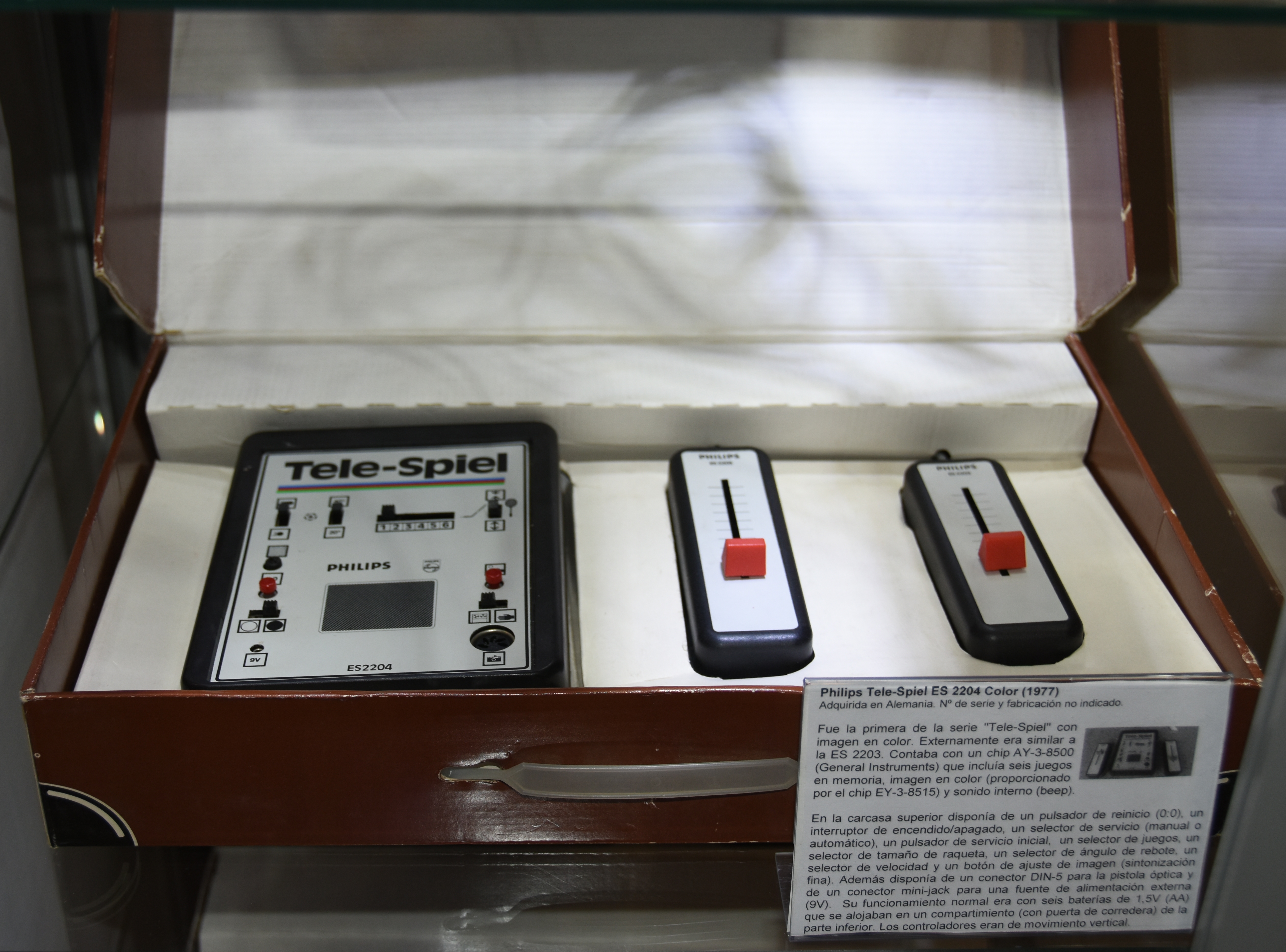
Philips Tele-Spiel ES 2204 in der dazugehörigen Verpackung

Das Philips Tele-Spiel ES 2204 Las Vegas ist die dritte Konsole der Philips-Tele-Spiel-Serie. Das Gerät gab erstmals ein farbiges Bildsignal aus, was durch den eingebauten AY-3-8515-Schaltkreis erreicht wurde. Das System ist identisch mit dem Modell ES 2203.

## ES 2207 Travemünde (1977)

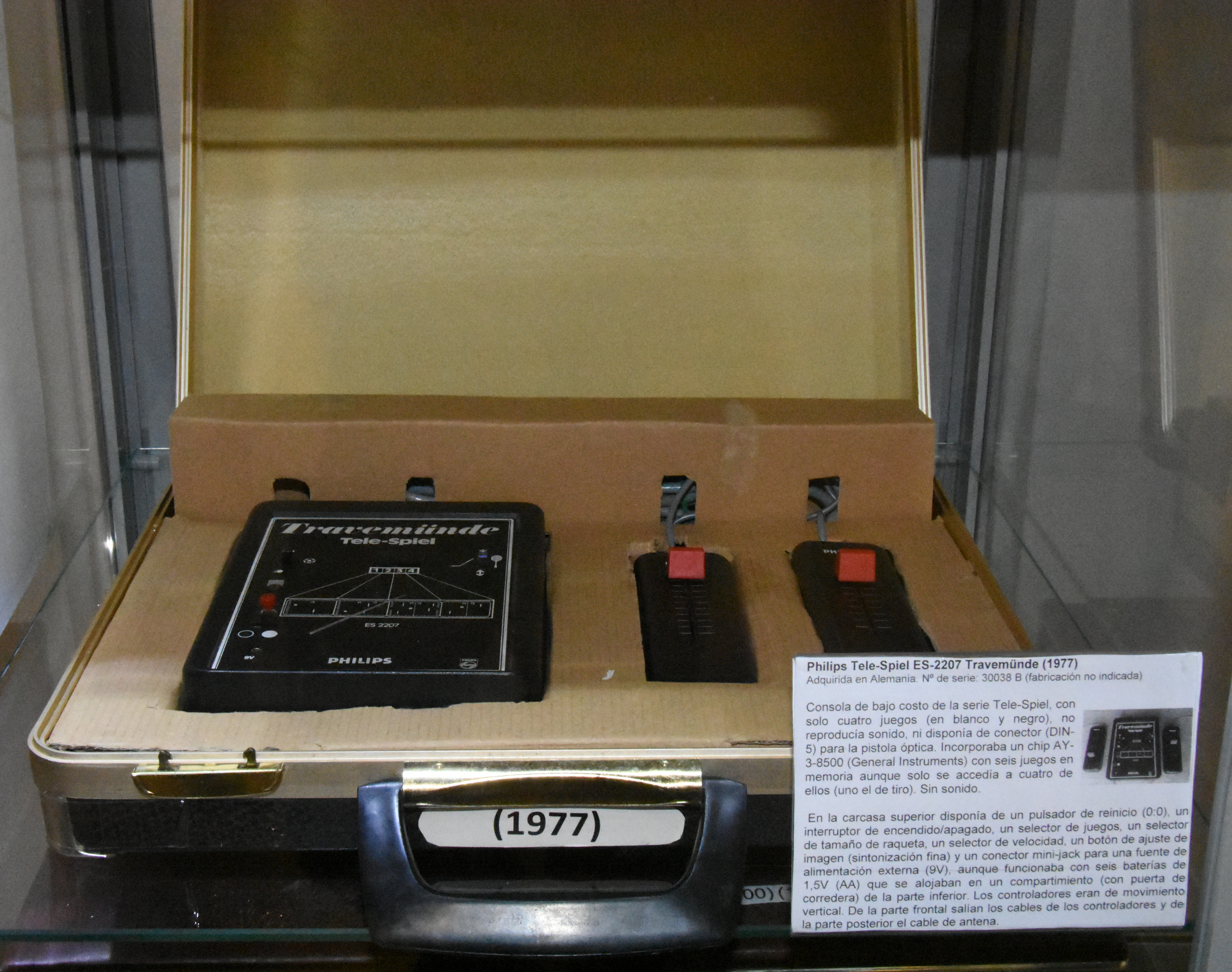
Philips Tele-Spiel ES 2207 Travemünde in der dazugehörigen Verpackung

Das Philips Tele-Spiel ES 2207 Travemünde ist eine günstigere Neuauflage des ES 2203.

## ES 2208 Las Vegas (1978)

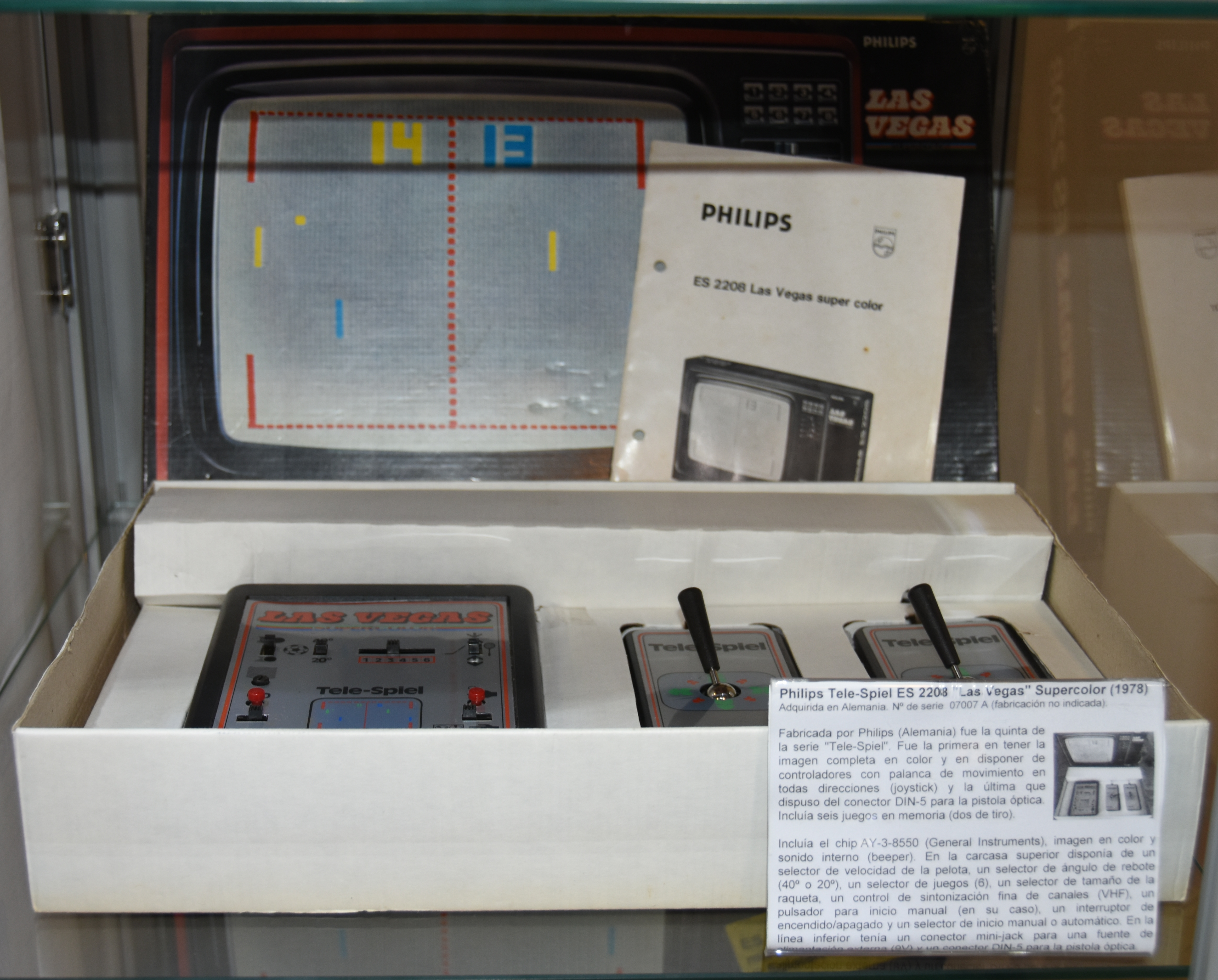
Philips Tele-Spiel ES 2208 Las Vegas Supercolor in der dazugehörigen Verpackung

Das Philips Tele-Spiel ES 2208 Las Vegas ist die fünfte Konsole der Philips-Tele-Spiel-Serie. Die Joysticks des Systems bieten erstmals 2-dimensionale statt nur 1-dimensionale Bewegungen. Das System ist identisch mit dem Modell ES 2204.

## ES 2218 Las Vegas (1978)

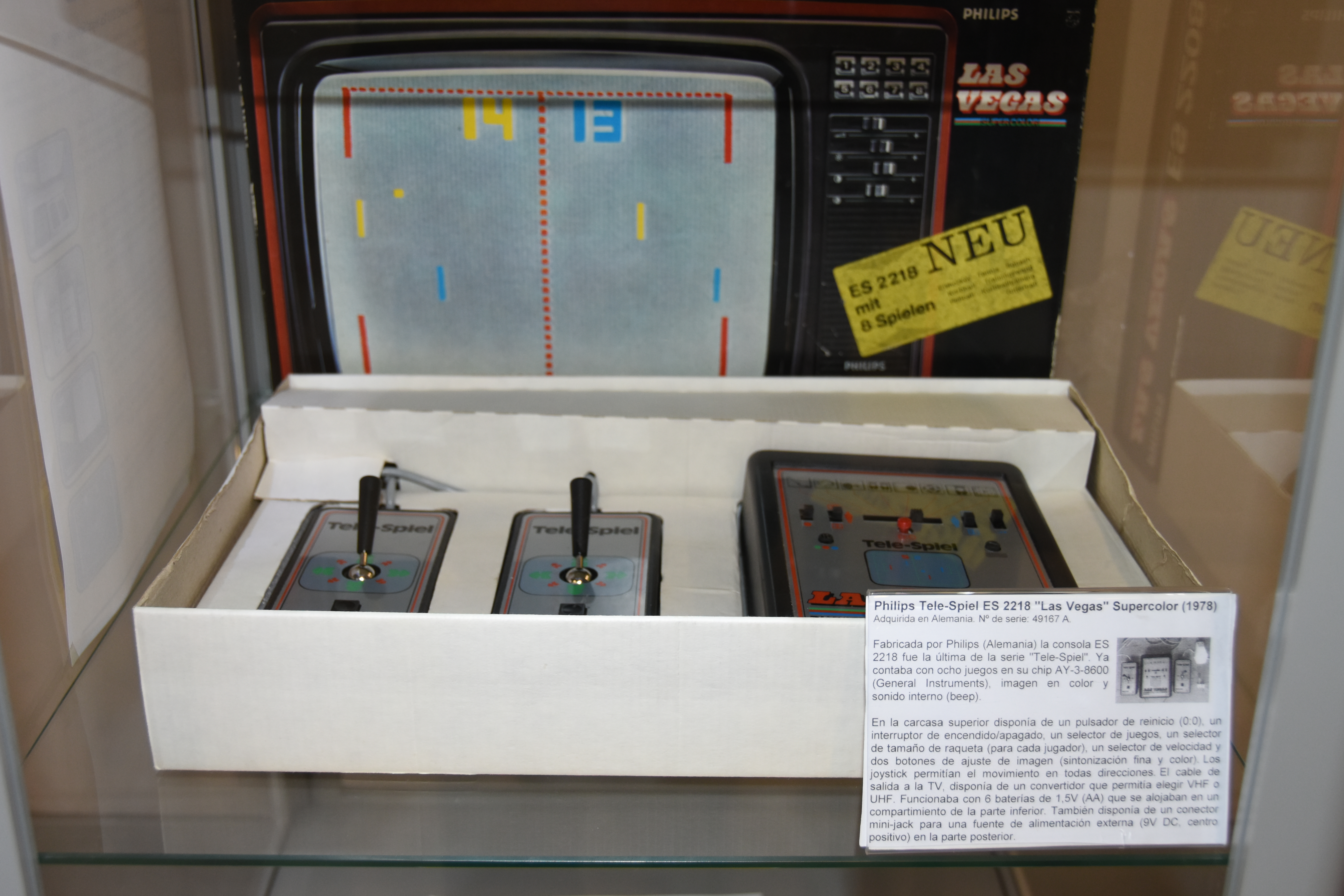
Philips Tele-Spiel ES 2218 in der dazugehörigen Verpackung

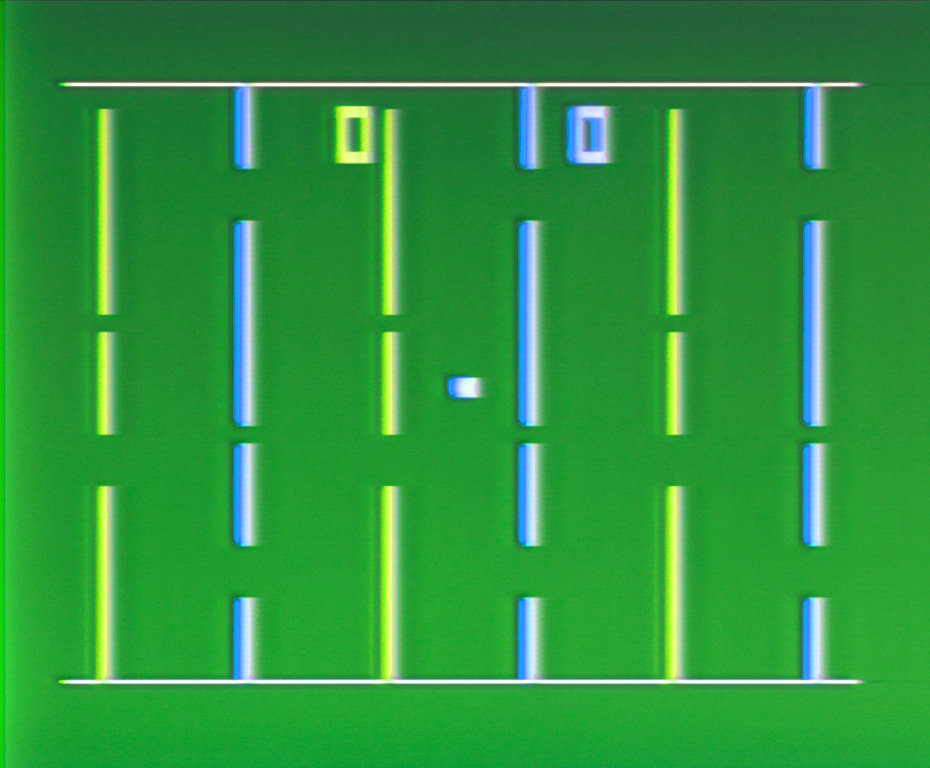
Gridball in Farbe, wie auf einem Philips Tele-Spiel ES 2218 Las Vegas, hier auf einem Prinztronic Tournament Colour Programmable 2000, bei dem der gleiche Chip verwendet wurde

Das Philips Tele-Spiel ES 2218 Las Vegas ist die sechste und letzte Konsole der Philips-Tele-Spiel-Serie. Es bot erstmals acht statt nur sechs integrierte Spiele. Das Gerät ist identisch mit dem Modell ES 2208 Las Vegas, nur mit einem integrierten AY-3-8600-Chip. Diese Konsole gab es auch als Bausatz mit der Bezeichnung EB 7601.